# ساكن الحرج الغريب
ساكن الحرج الغريب (الاسم العلمي: Bebearia elpinice)، نوع من الفراشات التي تتبع فصيلة الحورائيات. يوجد في شرق نيجيريا والكاميرون وغابون وجمهورية الكونغو وجمهورية الكونغو الديمقراطية. يألف الغابات.